# Ercan Tuncel
Ercan Tuncel (* 11. Mai 1992 in Monheim am Rhein) ist ein deutscher Profiboxer. Er kämpft im Mittelgewicht bis 72,6 kg und hat insgesamt 10 Profikämpfe und 67 Amateurkämpfe bestritten. Ercan ist LBV International Champion 2018 und kämpft unter dem Trainer Sükrü Aksu im Kader mit Agit Kabayel und dem Elitegym UFD Gym in Düsseldorf. Ercan ist bekannt für einen kalkultiert aggressiven Kampfstil mit harten Counterpunch-Schlägen. Er kämpft in der Linksauslage. Bei der Kampfvorbereitung gegen den polnischen Kämpfer Remigiusz Syska hat er sich während des Trainings einen Kreuzbandriss zugezogen und musste den Kampf absagen. Infolge der Verletzung ist Tuncel für drei Monate ausgefallen.

## Persönliches
Ercan hat zwei Brüder und wohnt in Monheim am Rhein. Er ist kurdisch-türkischer Abstammung aus Tunceli und Adana in der Türkei. Seit 2018 studiert er im Bachelor Business Administration an der FOM – Hochschule für Oekonomie und Management in Düsseldorf.

## Amateurkarriere
Ercan hat das Boxen im Alter von 10 Jahren bei TSV Bayer 04 Leverkusen begonnen und hat mit 12 Jahren seinen ersten Amateurkampf angetreten. Als Amatateur hat er insgesamt 67 Boxkämpfe bestritten und davon 43 gewonnen. Er hat mehrere K.-o.-Siege gegen hochrangige Kämpfer verzeichnet unter anderem gegen den Kölner Boxer Harun Güler bei der NRW-Meisterschaft 2014. Gegen den irischen Meister Emmet Brennan und den Berliner Meister Samat Machmedow von Eintracht Berlin hat Ercan in beiden Fällen durch einen K.-o.-Sieg in der 1. Runde gewonnen. 2014 hat er Bronze und 2016 Silber in der Deutschen Hochschulmeisterschaft gewonnen. 2014 ist er Mittelrheinmeister und Vize-NRW-Meister geworden. Er hat 2016 erneut den ersten Platz bei der Mittelrheinmeisterschafft gewonnen und hat im selben Jahr seine Karriere als Profiboxer angetreten.

## Profikarriere (seit 2016)
Ercan hatte am 29. Oktober 2016 seinen Debütkampf als Profiboxer gegen Cemil Kilinc vom Fightclub Wuppertal erfolgreich bestritten und durch ein technisches K. o. gesiegt. In seiner Profikarriere hat er insgesamt 10 Kämpfe geführt, von denen er 9 Kämpfe gewonnen hat. Seinen einzigen Verlustkampf hat er gegen Bartlomiej Grafka aus Polen im Maritim Hotel in Köln geführt. Er steht bei Boxconzeptgroup unter Vertrag und wird von einem professionellen Ärzte-, Therapeuten- und Trainerteam betreut. Der Düsseldorfer Physiotherapeut Aldo Vetere, der bereits die Klitschko-Brüder und den mehrfachen Box-Weltmeister im Mittelgewicht Gennadi Golowkin bei seinen Kämpfen betreut hat, unterstützt seit 2016 Ercan bei seinen Kampfvorvbereitungen. Sein Headcoach Sükrü Aksu hat bereits Box-Weltmeister im Schwergewicht Manuel Charr und mehrfachen Europameister im Schwergewicht Agit Kabayel trainiert. Der Duisburger Allgemeinmediziner und TV-Arzt Stephan Bock unterstützt Ercan in medizinischen Angelegenheiten.